# Мауэнзе (Люцерн)
Мауэнзе (нем. Mauensee LU) — коммуна в Швейцарии, в кантоне Люцерн. 
Входит в состав округа Зурзе. Население составляет 1132 человека (на 31 декабря 2006 года). Официальный код — 1091.
Крупнейший водоём на территории коммуны Мауэнзе — одноимённое озеро.

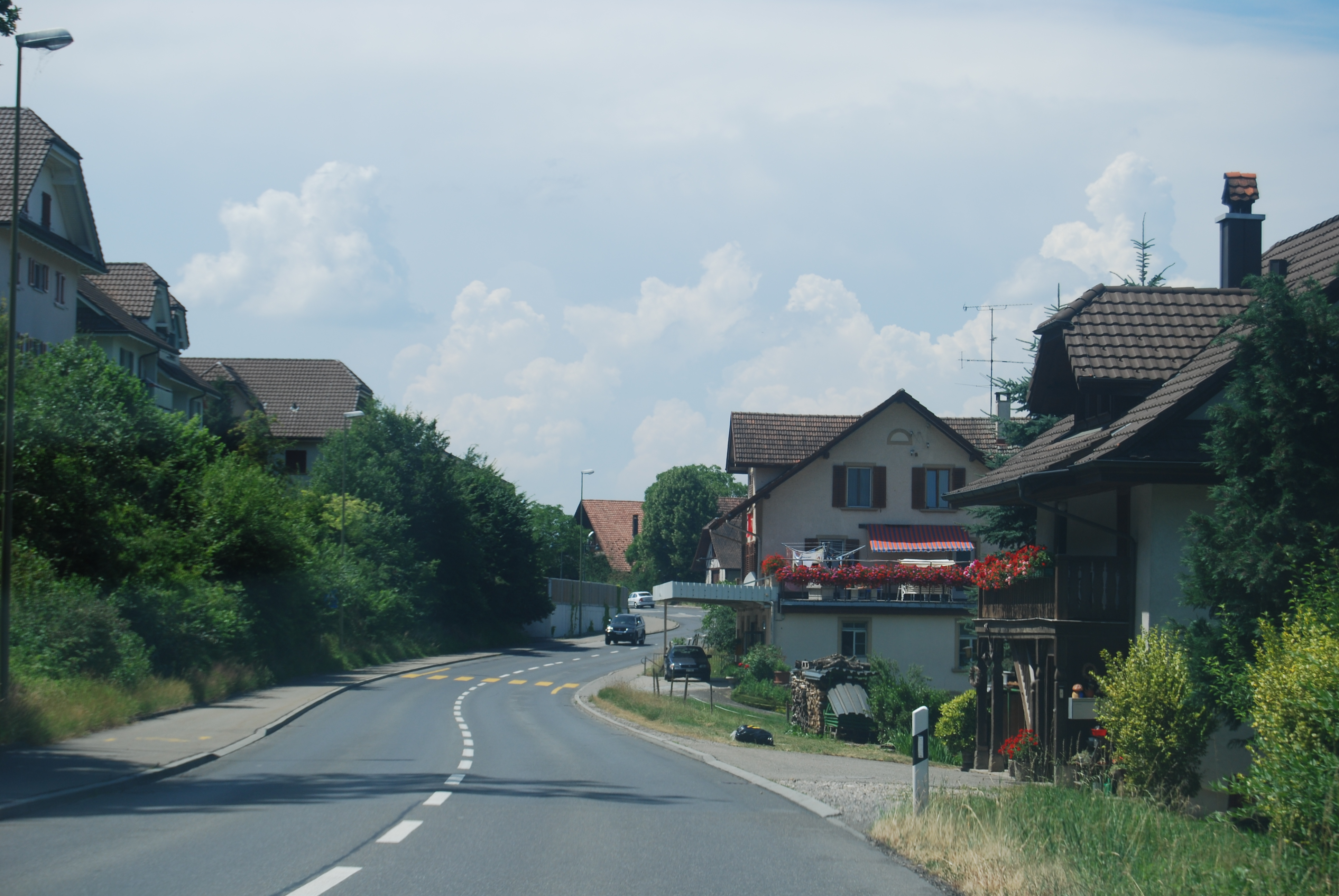
Мауэнзе